# Trouveur valdotèn
I Trouveur valdotèn (pron. fr. AFI: [tʁuvœʁ valdotɛ̃] - nome in patois valdostano che significa in italiano "Trovatori valdostani", in francese Trouveurs valdôtains) sono un gruppo di musica tradizionale alpina della Valle d'Aosta, formatosi all'inizio degli anni ottanta. Il nome del gruppo si scrive senza la « s » del plurale, secondo la grafia ufficiale del patois francoprovenzale valdostano, l'idioma prevalente nelle canzoni dei Trouveur (alcune canzoni sono in francese).

## Storia
Formatosi all'inizio degli anni ottanta dai membri della famiglia Boniface a Aymavilles (località Les Moulins), in Valle d'Aosta, il gruppo si è dedicato alla riscoperta e alla valorizzazione del patrimonio musicale valdostano e delle regioni limitrofe, come il Piemonte, la Savoia, l'Alta Savoia e il Vallese.
L'attività del gruppo si è sviluppata soprattutto tramite concerti dal vivo in Valle d'Aosta, in Savoia, nel Vallese, in Piemonte, in Lombardia e in Liguria.
Hanno partecipato anche a varie manifestazioni culturali, occupandosi dell'allestimento musicale.

## Progetti
La carriera dei Trouveur è stata caratterizzata, tra le altre, dalle seguenti manifestazioni: 
- Euromusica, à Norimberga;
- Musik'Alpes, à Faverges;
- Musicalpina (progetto transfrontaliero)
- Moi, l'accordéon, in collaborazione con la sede RAI regionale della Valle d'Aosta.

Recentemente, i membri del gruppo hanno aperto stage e corsi di danze tipiche alpine e di apprendimento di strumenti tradizionali.

### Ététrad
I Trouveur organizzano ogni estate da più di dieci anni un festival di musica tradizionale chiamato Ététrad. I partecipanti provengono dalle regioni limitrofe: il Piemonte, la Savoia, l'Alta Savoia, il Vallese, la Lombardia, e altre.

## Formazione
- Liliane Bertolo: canto
- Alexandre Boniface: fisarmonica diatonica
- Rémy Boniface: violino
- Vincent Boniface: flauto, clarinetto e cornamusa

## Discografia
I Trouveur cantano in patois valdostano e in francese, oltre a arie di danza (monferrine, chotis, gighe, polka).

### Meusecca pe vivre
- Meusecca pe vivre (1984)

1. Monfarina di S-Alpeun
2. Allegra mi
3. Rigodon
4. Petit papillon volage
5. La séhégogga
6. La maumariée
7. Monfarina di dou Severeun
8. La complainte du Chaudronnier
9. Monfarina de Tarentaise
10. Meusecca pe vivre

### Le conte di soufflo è di sofflet
- Le conte di soufflo è di sofflet (1993)

### Tsantèn Tsalènde - Noël dans les Alpes
- Tsantèn Tsalènde - Noël dans les Alpes (1998)

1. Dze voudrio vo conté...
2. Robin, Robin
3. Jacotin
4. Partèn, partèn...
5. Noël de Bessans
6. Le-z-andze...
7. D'où viens-tu belle bergère
8. Noël de Bourg-Saint-Maurice
9. Tcheu quèi!...
10. Pastorala de Jean-Baptiste Cerlogne
11. Chant de bergers
12. Nouve de courpouracioun
13. De mèinoù...
14. Pastorala di-z-Amaveulle
15. I mitcho...
16. La jambe me fait mal
17. Nouve de l'Argentéra
18. I brantse d'eun pessot...
19. Il est né le divin enfant

### Cromozome
- Cromozome (2007)

1. La complainte des trois petits enfants
2. La soupe au vin
3. La confession
4. Mélanie
5. Monfaremo
6. Sylvie
7. Dans Lyon
8. Marguerite elle est malade
9. J'inventerai - Valse à Magui (dedicata a Magui Bétemps)
10. Viens avec moi
11. La maumariée
12. La complainte du prisonnier à l'hirondelle
13. La délaissée
14. Polka de Pinot Gaia
15. La complainte du chaudronnier
16. Les grandes fleurs